# Mogens Daarbak
Mogens Daarbak A/S er en familiedrevet virksomhed, som blev grundlagt i Aalborg i 1968.
De leverer produkter og løsninger til danske kunder i erhvervslivet, industrien og den offentlige sektor, og de er i dag en af Danmarks største leverandører af kontorløsninger til virksomheder i hele landet. 
Virksomheden er blev opkøbt af Redoffice Scan Office i 2021, som siden skiftede navn til Daarbak Redoffice.  